# Armenië op de Europese kampioenschappen atletiek 2010
Armenië was vertegenwoordigd door drie atleten op de Europese kampioenschappen atletiek 2010

## Deelnemers
| Onderdeel    | Mannen           | Vrouwen          |
| ------------ | ---------------- | ---------------- |
| 100 m        | Arman Andreasyan |                  |
| 400 m horden |                  | Amaliya Sharoyan |
| Verspringen  | Arsen Sargsyan   |                  |

## Resultaten

### Mannen

#### Baan
| Atleet           | Event | Reeksen   | Reeksen | Halve finale      | Halve finale      | Finale            | Finale            |
| Atleet           | Event | Resultaat | Ranking | Resultaat         | Ranking           | Resultaat         | Ranking           |
| ---------------- | ----- | --------- | ------- | ----------------- | ----------------- | ----------------- | ----------------- |
| Arman Andreasyan | 100 m | 11.01     | 33      | Niet doorgestoten | Niet doorgestoten | Niet doorgestoten | Niet doorgestoten |

#### Veld
| Event       | Atleet         | Kwalificatie | Kwalificatie | Finale            | Finale            |
| Event       | Atleet         | Resultaa     | Ranking      | Resultaat         | Ranking           |
| ----------- | -------------- | ------------ | ------------ | ----------------- | ----------------- |
| Verspringen | Arsen Sargsyan | 7.60         | 25           | Niet doorgestoten | Niet doorgestoten |

### Vrouwen

#### Baan
| Atleet           | Event        | Reeksen   | Reeksen | Halve finale      | Halve finale      | Finale            | Finale            |
| Atleet           | Event        | Resultaat | Ranking | Resultaat         | Ranking           | Resultaat         | Ranking           |
| ---------------- | ------------ | --------- | ------- | ----------------- | ----------------- | ----------------- | ----------------- |
| Amaliya Sharoyan | 400 m horden | 1:03.37   | 32      | Niet doorgestoten | Niet doorgestoten | Niet doorgestoten | Niet doorgestoten |

Albanië · Andorra · Armenië · Azerbeidzjan · België · Bosnië en Herzegovina · Bulgarije · Cyprus · Denemarken · Duitsland · Estland · Finland · Frankrijk · Georgië · Gibraltar · Griekenland · Groot-Brittannië · Hongarije · Ierland · IJsland · Israël · Italië · Kroatië · Letland · Liechtenstein · Litouwen · Luxemburg · Macedonië · Malta · Moldavië · Monaco · Montenegro · Nederland · Noorwegen · Oekraïne · Oostenrijk · Polen · Portugal · Roemenië · Rusland · San Marino · Servië · Slovenië · Slowakije · Spanje · Tsjechië · Turkije · Wit-Rusland · Zweden · Zwitserland